# W3 Sul
A W3 Sul é uma avenida localizada na região sul do Plano Piloto de Brasília, mais precisamente a terceira avenida paralela ao eixo rodoviário, no lado oeste da Asa Sul. Faz parte da área tombada pelo IPHAN em 1987 e do conjunto urbanístico reconhecido como Patrimônio Cultural da Humanidade, concedido pela UNESCO, em 1990.

## A Criação
Após o concurso nacional para o Plano Piloto de Brasília, em 1957, JK deu início ao seu plano com a ajuda de Lúcio Costa e Oscar Niemeyer. A arquitetura foi planejada juntamente com o projeto paisagístico. A disposição dos centros político, econômico e social foi detalhada, segundo Lúcio Costa, em escalas: a gregária, a monumental, a residencial.
As ruas e avenidas também foram determinadas, segundo a concepção de Lúcio Costa. Embora as atividades da W3 Sul estejam voltadas ao comércio, tal avenida reside na escala residencial. De início, o Relatório do Plano Piloto referia-se à via W3 como uma área destinada ao abastecimento das residências, dispostas ao longo da faixa rodoviária.
O nível de detalhamento do estudo de Lúcio Costa estende-se à organização da área, determinando onde instalaria as garagens, as oficinas, os depósitos do comércio, as floriculturas, as hortas, os pomares, os mercadinhos, as barbearias, enfim, todos os serviços prestados à comunidade.

### Mudanças Estruturais
Porém, em 1958, o próprio Lúcio Costa reconheceu que a proposta inicial não atendia à demanda populacional que Brasília enfrentava, e decidiu por construir, urgentemente, casas geminadas na faixa destinada à floricultura, horta e pomar, para os primeiros técnicos e suas famílias, que vieram em 1958.
"(...)Assim sendo, antes de proceder a um estudo do centro urbano propriamente dito, cabe observar grosso-modo o comportamento e a distribuição do comércio e das atividades ao longo dos primeiros 25 anos de Brasília. Como a ocupação residencial começou no meio da Asa Sul (casas geminadas e primeiras Superquadras) e prosseguiu por longo tempo descontínua, na primeira fase a W3 foi o ‘centro’ da cidade pequena que Brasília ainda era... Com o adensamento da ocupação das Superquadras da Asa Sul, os Comércios Locais se desenvolveram, tornando-se verdadeiros comércios de bairro, e de certa forma ‘drenaram’ a W3, que hoje tem características bem mais próximas ao previsto no plano".
Além disso, notou-se mudanças na proposta original quanto à posição das lojas. Estas “estariam voltadas para a W2, de frente para os Blocos Residenciais, enquanto a Via W3 seria apenas uma via de serviço, localizada entre essa área comercial e a parte destina às hortas e pomares.” Entretanto, o que aconteceu foi o contrário, o comércio para o atendimento ao público voltou-se para a W3, enquanto que os depósitos e estoques de materiais voltaram-se para a W2. Logo, em 1975, de acordo com o IAB, os objetivos das Quadras 500 Sul foram modificados, permitindo, então:
- construção de 03 (três) pavimentos em todo lote, para complementação das lojas, ou construção de residências e/ou escritórios;
- construção abrangendo dois ou mais lotes;
- acessos independentes para os pavimentos superiores;
- térreo ocupado exclusivamente com lojas;
- permissão de construção de subsolos como complementação das lojas;
- acesso aos lotes extremos dos blocos pela fachada lateral;
- permissão de edificação de marquises na fachada voltada para a via W2, o que exigiu um afastamento de 3,00m nesta fachada.

Quanto às Quadras 700 Sul, muito das mudanças ocorridas se deram devido à própria W3 Sul, como:
- alteração do parcelamento na Quadra 714 em 1 de outubro de 1968 pela planta SHIGS PR 6/3;
- localização de subestações da Companhia Energética de Brasília – CEB em 1986, 1987, 1993 e 1994;
- implementação de semáforos nos cruzamentos com as vias transversais;
- remanejamento de semáforos em 1973 e 1974;
- criação de estacionamento no canteiro central e retornos em 1961, 1962, 1963, 1974 e 1978;
- localização de abrigos de passageiros de ônibus em 1965, 1966, 1972 e 1973.[5]

## História
Em 20 de novembro de 1970, foi inaugurada sob o título de "Biblioteca Demonstrativa do INL". Com a extinção do Instituto Nacional do Livro em 1990, o espaço foi denominado "Biblioteca Demonstrativa de Brasília". Foi vinculado, a partir de então, à Fundação Biblioteca Nacional, pessoa jurídica ligada ao Ministério da Cultura, sediada no Rio de Janeiro.
Em 1974, é inaugurado o Espaço Cultural Renato Russo, na 508 Sul, quando galpões que abrigavam a sede extinta da Fundação Cultural do Distrito Federal e também funcionavam como depósitos transformaram-se no Teatro Galpão. O local só recebeu o nome atual em homenagem a Renato Russo em 1999.
A via sofreu precocemente com a decadência urbana e desde 1978, havia reivindicações por modificações, quando a Associação de Lojistas da W3 Sul pediu para que o trafego de ônibus e táxis trouxesse de volta os consumidores, pois estes passaram a utilizar os shoppings. Em 1997, foi discutida a revitalização urbana da W3 Sul com base em projeto de lei nº 1.780, de 25 de novembro de 1997, de autoria do ex-deputado distrital, Luiz Estevão.
Em 20 de abril de 1997, o cacique da tribo Pataxó Hã-hã-Hãe Galdino Jesus dos Santos foi queimado vivo por jovens de classe média alta enquanto dormia em um ponto de ônibus da W3. A Praça John Kennedy, entre as quadras 703 e 704 foi renomeada como Praça do Compromisso devido o crime.
Em 1998, empresários e o prefeito da W3 tentaram mudar a situação da avenida com propostas de iluminação e mais vagas. Essas reivindicações foram feitas ao governador da época, que prometeu agir para recuperar o movimento dela e de consumidores. O fato de Brasília ser tombada como patrimônio cultural da humanidade, pela ONU, dificulta o andamento das reformas necessárias.
Em 2007, o Governador do DF José Arruda, decidiu contratar o renomado urbanista Jaime Lerner, ex-prefeito de Curitiba e ex-governador do Paraná, para traçar o projeto de revitalização da W3.
Em 2020, começaram as obras de revitalização da avenida, com a TERRACAP investiu R$ 45 milhões para reconstrução das calçadas, iluminação foi toda trocada por lâmpadas de LED, os becos entre os blocos comerciais também receberam melhorias, as sinalizações de trânsito foram revitalizadas, os estacionamentos estão mais amplos e com acesso facilitado entre outras melhorias.